# Rock 'n' Roll Train
〈Rock 'n' Roll Train〉은 호주의 하드 록 밴드 AC/DC의 곡이다. 이 곡은 《Black Ice》 음반에서 라디오 방송을 받은 첫 번째 트랙이다. 밴드는 A편에는 〈Rock 'n' Roll Train〉, B편에는 〈War Machine〉이 각각 수록된 7인치 바이닐 싱글을 공개했다. 7인치 싱글은 자신만의 독특한 삽화와 함께 소매에 들어 왔다. 7인치 바이닐은 미국에서도 일부 독립된 레코드 가게를 통해 구입할 수 있게 되었다.
《Black Ice》의 성공과 마찬가지로 이 싱글은 큰 성공을 거두었다. 그것은 많은 텔레비전 광고에서 사용되었고, ESPN 스포츠 범퍼로 더 자주 사용되었다. 그것은 미국 《빌보드》 핫 메인스트림 록 트랙에서 1위를 차지했고, 3주 이상 그곳에 머물렀다. 이 곡은 AC/DC가 《빌보드》 얼터너티브 송 차트에 처음으로 차트를 올린 곡이기도 하다.
이들이 투어 중인 음반의 신곡을 제외하고, 이 곡은 〈For Those About to Rock (We Salute You)〉 이후 발매된 두 곡 중 유일하게 밴드가 여전히 라이브로 연주하는 곡이며, 다른 곡은 〈Thunderstruck〉이다.

## 배경
원래 〈Runaway Train〉이라는 제목으로 작곡된, 이 곡은 2008년 8월 15일 런던에서 열린 뮤직비디오 촬영 당시 팬들에 의해 처음 알려졌다. 이 곡은 지난 8월 17일 한 스코틀랜드 팬이 리프를 외워 유튜브에서 불렀을 때 한 주요 아티스트가 온라인에 합법적으로 유출한 첫 곡이라는 점이 눈에 띄었다. 앵거스 영은 처음에 이 곡을 구상했고, 그의 형 맬컴 영은 후렴구의 백 보컬 하모니를 만들었다("트랙에서 바로 주행").
2008년 8월 27일 자정 가까이, 싱글은 AC/DC의 공식 웹사이트와 AC/DC의 마이스페이스에 업로드되었다. 그것은 뉴질랜드 시간으로 8월 28일 17:00에 록 라디오 방송국에서 전세계 라디오 데뷔를 했다. 많은 호주 방송국들이 오후 4시 뉴스 서비스가 끝난 직후 이 노래를 틀었다. 이 곡은 후에 영국의 클래식 록 라디오 방송국 플래닛 록, 앱솔루트 라디오 클래식 록, 라디오 캐롤라인, 라디오2XS, 록 라디오에 진출했다. 이 곡은 8월 28일 캐나다 온타리오주 오타와에서 열린 CKQB-FM에서 북미에 데뷔했다. 〈Rock 'n' Roll Train〉은 9월 5일에 끝나는 한 주 동안 캐나다 록 차트 1위로 데뷔했다.